# Tarczai Béla
Tarczai Béla, Tarcai (Miskolc, 1922. október 21. – Miskolc, 2013. február 26.) "Excellence FIAP" fotóművész, a Miskolci Fotóklub és a Volt Hadifoglyok Miskolci Szövetségének egyik alapítója, a Magyar Alkotóművészek Országos Egyesületének (MAOE) tagja volt.

## Életpályája
Édesapja tanító, aki 1919-ben a Felvidékről menekült Magyarországra. Édesanyja szintén felvidéki, aki családjával már korábban Miskolcra költözött. 1941-ben érettségizett a Fráter György Gimnáziumban. Közgazdasági diplomáját 1946-ban szerezte meg. Egész életében tanult, képezte magát. Több továbbképző kurzust végzett szakmai területeken, de tanult kultúrantropológiát, melynek szakavatott ismerőjévé vált, sőt magyarországi megalapítójaként tisztelhetjük.
A Miskolci Fotóklub megalapításában is fontos szerepe volt, tevékenységével nagyban segítette a hazai, de a külföldi fotóséletet is. Gazdasági tevékenysége mellett, a miskolci fotós élet háború utáni újraindítása is szívügye volt. Később, már nyugdíjas korában a Herman Ottó Múzeumban kutatott fotómuzeológiát. Fotói számos kiállításon vettek részt, de számtalan gyűjteményes kiállítást szervezett. Elsőként hívta meg Magyarországra az Ausztria Triót kiállítani, mely kiállítással a magyar fotóséletben szinte egy új korszak kezdődött. Az osztrák fotóművészekkel Villy Hengl, Ervin Kneidinger életük végéig jó baráti kapcsolatot ápolt.
A rendszerváltás után érintettsége okán, a volt nyugati hadifoglyok történetével foglalkozott, a témáról két könyve is megjelent. Könyvei komoly kutatómunka eredményei, mert a saját történetén keresztül mutatta be a nyugati hadifoglyok egyáltalán nem operettbe illő megpróbáltatásait. Munkája keltette életre azt az igényt, hogy sok, a témával foglalkozó mű jelent meg. Feljegyzései, munkássága nyomán sok család szerezhetett tudomást arról, hogy szerettei hol leltek végső nyugalomra. Az elhunytak sírjainak gondozása és fenntartása ügyében sok tárgyalást folytatott a fogvatartó államok képviselőivel, aminek eredményeként a sírok a mai napig emléket állítanak sorstársainak.
Felesége Varga Mária (1925-1999) nem csak felesége, de kutató-munkatársa is volt, élete végéig segítette munkásságát. Három lányuk, öt unokájuk született.

## Miskolci Fotóklub
A Magyar Amatőrfényképezők Országos Szövetsége (MAOSZ) miskolci csoportjának összejöveteleit látogatva ismerkedett meg a fotográfia magasiskolájával és tanult meg fényképezni.
A háború után a MAOSZ működése ellehetetlenült, ezért az amatőr mozgalmat újraélesztve megalapította a Kereskedelmi és Pénzügyi Dolgozók Szakszervezete megyei fotókörét, amiből később kifejlődött a Miskolci Fotóklub. 1955-ben szervezték meg az első vidéki, országos, 1962-ben nemzetközi fotókiállítást. A Miskolci Fotóklub vezetője volt 1972-ig.
1958-ban a Magyar Fotóművészek Szövetségének országos pályázatán díjazott lett, majd 1960-ban felvették a Szövetség tagjai közé. 1962-től az Elnökség és a Szövetség Fotóművészet című lapja szerkesztőbizottságának tagja lett. A Fotóművészek Nemzetközi Szövetsége 1964-ben "Artiste-FIAP", 1967-ben "Exellence FIAP" címmel tüntette ki.
A fotóművészet elméleti és történeti kérdéseiről a Fráter című gimnáziumi lapban, a Fotó című szakfolyóiratban és a helyi sajtóban is jelennek meg szakmai dolgozatai.

## Tevékenysége a Herman Ottó múzeumban
1985-ben (nyugdíjasként) a miskolci Herman Ottó Múzeumban megalapította a Miskolci Fotótörténeti Gyűjteményt, amely nagyrészt a saját gyűjteményére épült – melyet a múzeumnak adományozott. 1985-ben és 1986-ban két időszakos kiállítást követően állandó kiállítást rendezett be a diósgyőri várban a múzeum anyagából. A múzeumi tevékenysége során a fotómuzeológia elveit kutatta, mely témában 1987-89-ben országos szakmai konferenciát szervezett. A miskolci fotómuzeológia eredményeit 1993-ban Grazban, 1994-ben Mannheimben szakmai fórumokon mutatta be. E témájú írásai jelentek meg a Rundbrief Fotografie című nemzetközi szaklapban.
Múzeumi tevékenysége során kezd el helytörténeti kutatásokat végezni, ezen belül a társadalom és fotográfia témájával foglalkozik dr. Kunt Ernővel közösen.
1971 óta tagja a Művészeti Alapnak és jogutódjának, a MAOE-nak. 1993-2005-ig a választmány és az önállósult fotóművészeti tagozat vezetőségi tagja volt.

## A nyugati hadifogság
A rendszerváltás után a lehetőségek növekedésével kezdett foglalkozni a volt nyugati hadifoglyok történetével. Mint túlélő írta meg a történetét két könyvben. 1988-ban megalapította a Volt Hadifoglyok Miskolci Egyesületét, amely 1991-ben csatlakozott az 1989-ben újjáalakult országos szervezethez, melynek 2001-től 2006-ig az elnökhelyettese volt. 1999-től a szervezet tagja lett a hadifoglyok nemzetközi szövetségének. A magyarországi szervezet több száz volt hadifogolynak segített kárpótlási eljárásokban, ezen kívül kegyeleti, hagyományőrző és erkölcsi rehabilitációs kérdésekkel foglalkozott. 1999-ben a Kárpótlási Hivatal elnöke kérte fel, hogy szervezze meg a nyugati hadifoglyok értekezletét.

### Fontosabb események
- 1991-ben előadás a nemzetközi szövetség 17. kongresszusán, Velencében.
- 1992-ben hagyományteremtő kopjafaavatás a Hősök temetőjében, hadifogoly-nap és karácsonyi gyertyagyújtás.
- 1992-ben az első, hagyományteremtő hivatalos zarándokút a pockingi (Bajorország) magyar katonatemetőbe.
- 1993-ban német parcella- és emlékműavatás a Hősök temetőjében.
- 1995-ben 1849-es katonasír azonosítása és síremlék a Hősök temetőjében.
- 1995-ben közös megemlékezés Pockingban a háború befejezésének 50. évfordulóján.
- 1996-ban megemlékezés Nórápon és Abán a párizsi magyar misszió lelkészeiről szülőhelyükön.
- 1996-tól hősök napi megemlékezés a Hősök temetőjében, május utolsó vasárnapján. Az erre vonatkozó 2001. évi LXIII. törvény megjelenése után a feladatot a városi önkormányzat vette át.
- 1999-ben a hadifogságot megjárt képzőművészek országos kiállítása Miskolcon a Galériában.
- 1999-ben az 1939-ben Magyarországra menekült lengyelekre emlékező kiállítás Budapesten, a lengyel önkormányzat házában és előadás a témához kapcsolódó tudományos tanácskozáson. A kiállítást a Lengyel Köztársaság elnöke nyitotta meg.
- 2000-től a 10-es honvéd hagyományok felújítása a Herman Ottó Gimnáziummal közösen, május elején emléknap.
- 2004-ben zarándokút Limanowába, a csata 90. évfordulója alkalmából.
- 2005-ben zarándokút Gorlicébe, az áttörés 90. évfordulója alkalmából
- 2005-ben előadások az ELTE folklór tanszékén.
- 2006-ban zarándokút Przemyśl-be.

## Könyvek, publikációk
- A fénykép mint műtárgy. Országos szakmai konferencia Miskolcon a Borsod-Abaúj-Zemplén Megyei Múzeumi Igazgatóság Vizuális Kultúrakutató Osztályának rendezésében, 1987. október 16-án; konferencia jegyzőkönyve alapján szerk. Tarcai Béla; Herman Múzeum, Miskolc, 1988
- A fénykép mint történeti forrás. Országos szakmai konferencia Miskolcon a Borsod-Abaúj-Zemplén Megyei Múzeumi Igazgatóság Vizuális Kultúrakutató Osztályának rendezésében, 1988. október 14-én; szerk. Tarcai Béla; BAZ megyei Múzeumok Igazgatósága, Miskolc, 1989
- Magyarok a nyugati hadifogolytáborokban, Kiadó: Kötés Kereskedelmi és Szervező Kft., 1992., 227 oldal, ISBN 963-7834-00-1, ISBN 9789637834004
- Piros volt a parolim, avagy Hadifogságom naplója 1944. október – 1946. április, Kiadó: Felsőmagyarország Kiadó, Miskolc, 1993., 101 oldal, ISBN 963-7687-07-6
- Miskolc fotókultúrája, 1840-2005. Fénykép és történelem; MG, Miskolc, 2008 (Miskolci Galéria könyvek)

A Miskolc története című monográfia részére egyháztörténeti és más helyek érdeklődésére hadtörténeti dolgozatokat ír a második világháború és a hadifogság történetéről.